# 全氟新戊烷
全氟新戊烷是一种有机化合物，化学式为C5F12，它是新戊烷的氢全部被氟取代的产物。它可由六氟-2-二氟甲基-2-三氟甲基丙烷和一氟化溴在光照下反应制得；它也能从三氟甲基五氟化硫和全氟丙烯在加热下的反应得到。